# Podarcis sicula sanctistephani
Gušter sa Santo Stefana (Podarcis siculus sanctistephani ) živio je na otoku Santo Stefano, malom otoku u blizini Ventotenea u Tirenskom moru uz zapadnu obalu Italije i dijelu Pontinskih otoka. Izumrli su 1965., vjerojatno uzrokovana divljim mačkama i vrstom zmije. Ove su životinje uništile gotovo cijelu populaciju, a čini se da su se svi preživjeli križali s unesenom podvrstom. Epidemija nepoznatog uzročnika koja je uslijedila istrijebila je većinu populacije i pridonijela izumiranju ove podvrste.

## Vanjske poveznice
- Šesto izumiranje - Gušter Santo Stefano